# Gimnàstica als Jocs Olímpics d'Estiu de 1908 - concurs complet per equips
El concurs complet per equips va ser una de les dues proves de gimnàstica artística que es va disputar als Jocs Olímpics de Londres de 1908. La prova es va disputar entre el 14 i el 16 de juliol de 1908. Cada equip estava compost per entre 16 i 40 gimnastes, amb un màxim de 30 minuts per a la seva exhibició. En ella als gimnastes se'ls permetia emprar aparells de mà. La puntuació màxima possible era de 480 punts.

## Medallistes
| Or     | Plata   | Bronze    |
| Suècia | Noruega | Finlàndia |

## Resultats
| Posició | Gimnasta | País          | Puntuació |
| ------- | --- | ------------- | --------- |
| 1       | Gösta Åsbrink, Carl Bertilsson, Hjalmar Cedercrona, Andreas Cervin, Rudolf Degermark, Carl Folcker, Sven Forssman, Erik Granfelt, Carl Hårleman, Nils Hellsten, Gunnar Höjer, Oswald Holmberg, Carl Holmberg, Arvid Holmberg, Hugo Jahnke, Johan Jarlén, Gustaf Johnsson, Rolf Johnsson, Sven Landberg, Olle Lanner, Axel Ljung, Osvald Moberg, Tor Norberg, Erik Norberg, Carl Martin Norberg, Axel Norling, Daniel Norling, Gösta Olson, Leonard Peterson, Sven Rosén, Gustaf Rosenquist, Axel Sjöblom, Haakon Sörvik, Birger Sörvik, Karl Johan Svensson, Karl Gustaf Vinqvist, Nils von Kantzow, Nils Widforss             | Suècia        | 317,00    |
| 2       | Arthur Amundsen, Carl Albert Andersen, Otto Authén, Herman Bohne, Trygve Bøyesen, Oskar Bye, Conrad Carlsrud, Sverre Grøner, Harald Halvorsen, Harald Hansen, Petter Hol, Eugen Ingebretsen, Ole Iversen, Per Mathias Jespersen, Sigurd Johannessen, Nicolai Kiær, Carl Klæth, Thor Larsen, Rolf Lefdahl, Hans Lem, Anders Moen, Frithjof Olsen, Paul Pedersen, Carl Alfred Pedersen, Sigvard Sivertsen, John Skrataas, Harald Smedvik, Andreas Strand, Olaf Syvertsen, Thomas Thorstensen | Noruega       | 312,00    |
| 3       | Eino Forsström, Otto Granström, Johan Kemp, Iivari Kyykoski, Heikki Lehmusto, John Lindroth, Yrjö Linko, Edvard Linna, Matti Markkanen, Kaarlo Mikkolainen, Veli Nieminen, Kaarlo Kustaa Paasia, Arvi Pohjanpää, Aarne Pohjonen, Eino Railio, Heikki Riipinen, Arno Saarinen, Einar Sahlstein, Aarne Salovaara, Torsten Sandelin, Elis Sipilä, Viktor Smeds, Kaarlo Soinio, Kurt Stenberg, Väinö Tiiri, Magnus Wegelius | Finlàndia     | 297,00    |
| 4       | Carl C. Andersen, Hans Bredmose, Jens Chievitz, Ingvardt Hansen, Christian Hansen, Arvor Hansen, Einar Hermann, Poul Holm, Knud Holm, Oluf Husted-Nielsen, Gorm Jensen, Charles Jensen, Hendrik Johansen, Harald Klem, Robert Madsen, Vigo Meulengracht Madsen, Lukas Nielsen, Oluf Olsson, Niels Petersen, Nicolai Philipsen, Viktor Rasmussen, Henrik Rasmussen, Marius Thuesen, Niels Turin-Nielsen | Dinamarca     | 273,50    |
| 5       | Lucien Bogart, Albert Borizée, Nicolas Constant, Charles Courtois, Henri de Breyne, Louis Delattre, Louis Delescluse, Antoine Delescluse, Georges Demarle, Joseph Derou, Charles Desmarcheliers, Claude Desmarcheliers, Étienne Dharaney, Gérard Donnet, Émile Duhamel, A. Duponcheel, Paul Durin, A. Eggremont, G. Guiot, L. Hennebicq, Henri Hubert, Daniel Hudels, E. Labitte, L. Léstienne, Raimond Lis, Victor Magnier, G. Nys, Louis Pappe, Joseph Parent, Antoine Pinoy, V. Polidori, Gustave Pottier, Louis Sandray, Émile Schmoll, Édouard Steffe, E. Vercruysse, Hugo Vergin, E. Vicogne, Jules Walmée, G. Warlouzer | França        | 267,00    |
| 6       | Alfredo Accorsi, Umberto Agliorini, Nemo Agordi, Adriano Andreani, Vincenzo Blo, Giovanni Bonati, Pietro Borsetti, Flaminio Bottoni, Adamo Bozzani, Bruto Buozzi, Gastone Calabresi, Carlo Celada, Tito Collevati, Antonio Cotichini, Guido Cristofori, Stanislao Di Chiara, Giovanni Gasperini, Amedeo Marchi, Carlo Marchiandi, Ettore Massari, Roberto Nardini, Decio Pavani, Gaetano Preti, Gino Ravenna, Massimo Ridolfi, Ugo Savonuzzi, Gustavo Taddia, Giannetto Termanini, Gioacchino Vaccari | Itàlia        | 266,00    |
| 7       | Cornelus Becker, Michel Biet, Reinier Blom, Jan Bolt, Emanuel Brouwer, Jan de Boer, Abraham d'Oliveira, Johann Flemer, Johannes Göckel, Isidore Goudeket, Dirk Janssen, Jan Kieft, Salomon Konijn, Abraham Mok, Johannes Posthumus, Johan Schmitt, Jonas Slier, Johannes Stikkelman, Hendricus Thijsen, Constantijn van Daalen, Herman van Leeuwen, Gerardus Wesling | Països Baixos | 258,75    |
| 8       | P. A. Baker, W. F. Barrett, Robert Bonney, J. H. Catley, M. Clay, E. Clough, J. Cotterell, W. Cowy, G. C. Cullen, F. Denby, Herbert Drury, W. Fitt, H. Gill, A. S. Harley, Arthur Hawkins, William Hoare, J. A. Horridge, H. J. Huskinson, J. W. Jones, E. Justice, N. J. Keighley, R. Laycock, W. Manning, R. McGaw, J. McPhail, W. G. Merrifield, Charles Oldaker, G. Parrott, E. Parsons, E. F. Richardson, J. Robertson, George Ross, D. Scott, J. F. Simpson, W. R. Skeeles, J. Speight, H. Stell, Charles Sederman, William Titt, Charles Vigurs, E. A. Walton, H. Waterman, Edgar Watkins, John Whitaker, F. Whitehead  | Regne Unit    | 258,50    |